# Друга влада Александра Керенског
Друга влада Александра Керенског је влада коју је збацила Бољшевичка револуција.

## Историја
Трећа коалициона влада, или друга влада Керенског, трајала је до 25. октобра када су је оборили бољшевици (Октобарска револуција).

## Чланови владе
| Функција                                                         | Портрет | Име и презиме          | Партија                               |
| ---------------------------------------------------------------- | ------- | ---------------------- | ------------------------------------- |
| Министар-председник                                              |         | Александар Керенски    | Социјалистичка револуционарна партија |
| Заменик министра-председника и министар за трговину и индустрију |         | Александар Коновалов   | Кадет                                 |
| Министар иностраних послова                                      |         | Михаил Терешенко       | Нестраначка личност                   |
| Министар унутрашњих послова и министар пошта и телеграфа         |         | Алексеј Никитин        | Мењшевик                              |
| Војни министар                                                   |         | Александар Верховскиј  |                                       |
| Поморски министар                                                |         | Дмитриј Вердеревскиј   |                                       |
| Министар финансија                                               |         | Михаил Бернацкиј       |                                       |
| Министар правде                                                  |         | Павел Маљантович       | Мењшевик                              |
| Министар саобраћаја                                              |         | Александар Ливеровскиј | Нестраначка личност                   |
| Министар народне просвјете                                       |         | Сергеј Салазкин        | Нестраначка личност                   |
| Министар пољопривреде                                            |         | Семен Маслов           | Социјалистичка револуционарна партија |
| Министар рада                                                    |         | Кузма Гвоздев          | Мењшевик                              |
| Министар за храну                                                |         | Сергеј Прокопович      | Нестраначка личност                   |
| Министар ?                                                       |         | Николај Кишкин         | Кадет                                 |
| Министар вера Обер-прокурор                                      |         | Антон Карташев         | Кадет                                 |